# Lipienica (przystanek kolejowy)
Lipienica – przystanek kolejowy w Lipienicy, w województwie kujawsko-pomorskim, w Polsce.

## Ruch pasażerski
| Rok  | Wymiana pasażerska na dobę |
| ---- | -------------------------- |
| 2017 | 20-49                      |
| 2022 | 20-49                      |

Dawniej na przystanku funkcjonowała kasa biletowa, jednak w ciągu ostatnich lat została zlikwidowana. Budynek dworca jest zniszczony przez wandali i popada w ruinę.